# Bell Zygmunt
Bell Zygmunt (englisch; polnisch Dzwon Zygmunta) ist ein 300 m hoher Nunatak auf King George Island im Archipel der Südlichen Shetlandinseln. Er ragt östlich des Wawel Hill am Ufer der Admiralty Bay auf.
Polnische Wissenschaftler benannten ihn 1984 nach der Sigismund-Glocke in der Wawel-Kathedrale von Krakau.